# Jason à la Toison d'or (Thorvaldsen)
Pour les articles homonymes, voir Toison d'or (homonymie).
Ne doit pas être confondu avec Jason et la toison d'or.
Jason à la Toison d'or est une statue en marbre du sculpteur danois Bertel Thorvaldsen représentant Jason portant à l'épaule la légendaire Toison d'or. L'œuvre, de style néo-classique, a été réalisée de 1808 à 1828.

## Inspiration
Thorvaldsen a été inspiré par un dessin du peintre allemand Asmus Jacob Carstens, Jason (Argonautertoget).

## Description
La sculpture est réalisée dans la posture dite en contrapposto, soit une attitude où l'une des deux jambes du personnage porte le poids du corps, l'autre étant laissée libre et légèrement fléchie.
Jason se tient debout, nu (comme il est habituel dans les sculptures célébrant les héros grecs dans l'Antiquité), ne portant que son casque de guerrier, il regarde sur la gauche. Dans sa main droite le glaive et il tient sur son bras gauche la fameuse toison d'or tant convoitée. La matière est lisse, la main de l'artiste n'est pas visible sur la sculpture comme si elle avait été façonnée par les dieux. Le style est épuré et l'attitude sans émotion de Jason qui vient quand même d'atteindre son but rappellent les mots de Winkelmann sur la "noble simplicité et calme grandeur". Ce statuaire est donc représentatif de l'esthétique néoclassique en vigueur dans ce début du XIXe siècle. Thorvaldsen s'inscrit avec cette œuvre dans son siècle en respectant les contraintes de celui qui est considéré par Édouard Pommier comme l'inventeur de l'histoire de l'art, à savoir Winkelmann.

## Histoire
Jason est la première grande œuvre originale exécutée par Thorvaldsen après son arrivée à Rome.
Une version en argile grandeur nature modelée en 1801 est considérée comme le premier travail important de l'artiste. Son amie et mécène Friederike Brun lui a alors donné des fonds afin de l'exécuter en plâtre. Ce nouveau Jason, cette fois plus grand que nature, a été achevé à la fin de 1802. Mais aucun acheteur ne se présenta et Thorvaldsen se préparait à rentrer au Danemark quand un riche collectionneur, Sir Thomas Hope, lui a commandé la sculpture définitive en marbre.
La statue, d'une taille de 242 cm, n'est terminée qu'en 1828.
La sculpture est acquise par le musée Thorvaldsen lors d'une vente aux enchères publique en Angleterre en 1917.

## Postérité
Jason à la Toison d'or est l'une des 108 œuvres d'exception du Canon de la culture danoise.

## Galerie d'images
| Jason à la Toison d'or |
|                        |

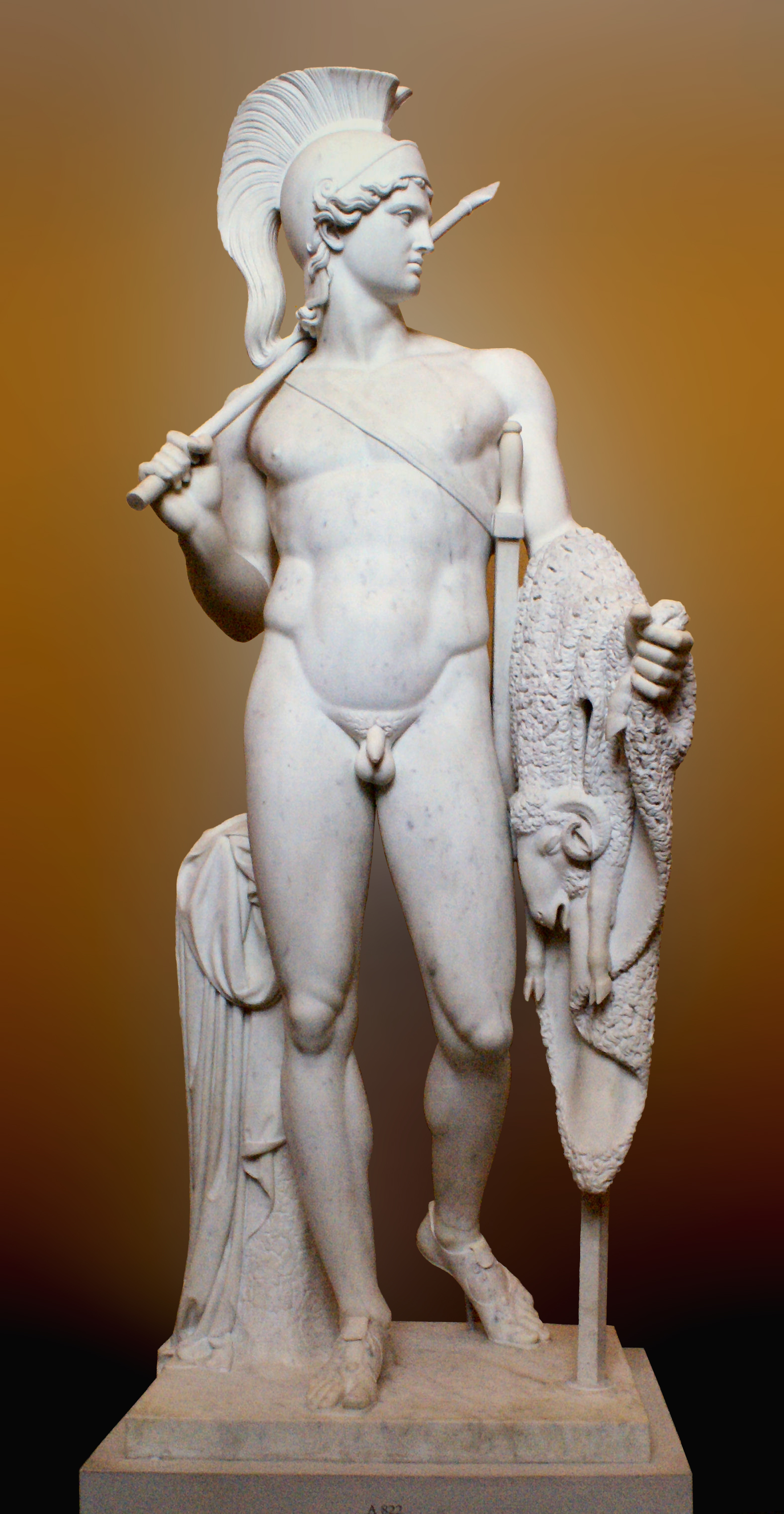
Vue de face.
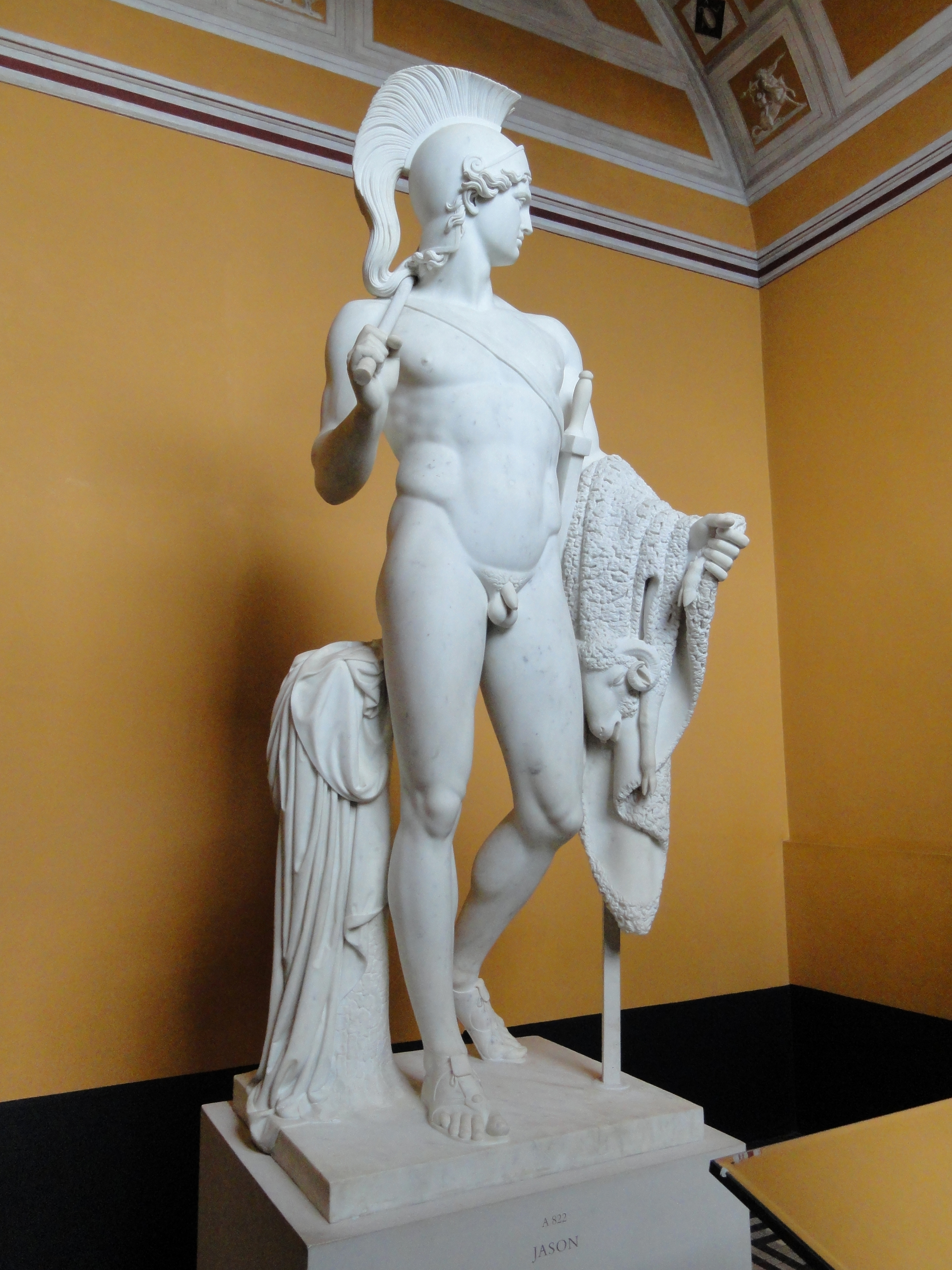
Vue de trois-quarts.